# Miassz (folyó)
A Miassz (oroszul: Миасс) folyó Oroszország ázsiai részén, a Cseljabinszki- és a Kurgani területen; az Iszety legnagyobb, jobb oldali mellékfolyója.

## Földrajz
Hossza: 658 km, vízgyűjtő területe: 21 800 km², évi közepes vízhozama (a torkolattól 24 km-re): 15,4 m³/sec. Teljes esése a forrástól a torkolatig 508 m.
A Déli-Urál központi vízválasztója, az Uraltau keleti oldalán ered, Baskíria keleti peremén, az Ucsali járásban. Rövid baskíriai szakasza után a Cseljabinszki területen, az Ilmenszkij-hegyvonulat mentén halad észak-északkeleti irányba, majd az Argazi-víztározónál éles kanyarulatot tesz délkelet felé. Cseljabinszkon át szintén észak felé folyik, a város után újra kelet felé fordul, majd alsó szakaszán, már a Nyugat-szibériai-alföldön északkeleti irányba tart. A Kurgani terület Kargapolje településétől 20 km-re északra torkollik az Iszetybe. 
Főként hóolvadékvíz táplálja. Október végén, novemberben befagy és áprilisban szabadul fel a jég alól. Tavaszi árvize van.

## Városok
A folyó mentén fekvő két legnagyobb város: a felső szakaszon a folyó nevét viselő Miassz (lakossága több mint 150 000 fő), a középső szakaszon a milliós nagyváros, Cseljabinszk, az uráli nehézipar egyik nagy központja. Utóbbi lakosságának és ipari üzemeinek vízellátását a folyó és az ott kiépített 113 km² területű Argazi-víztározó biztosítja. A két város létesítményei és nagy iparvállalatai rendkívüli mértékben szennyezik a folyót. Nem közvetlenül a Miassz partján fekszik, mégis komoly szennyező forrás az Argazi-víztározó közelében fekvő kisváros, Karabas, mely rézkohászatáról híres.